# Circuito di Collemaggio
Il circuito di Collemaggio è stato un circuito cittadino allestito tra il centro storico dell'Aquila e la basilica di Santa Maria di Collemaggio, sull'omonimo colle.
Tra il 1950 e il 1963 vi si è corso il Gran Premio Pietro Cidonio, valido per il campionato di Formula Junior.

## Storia

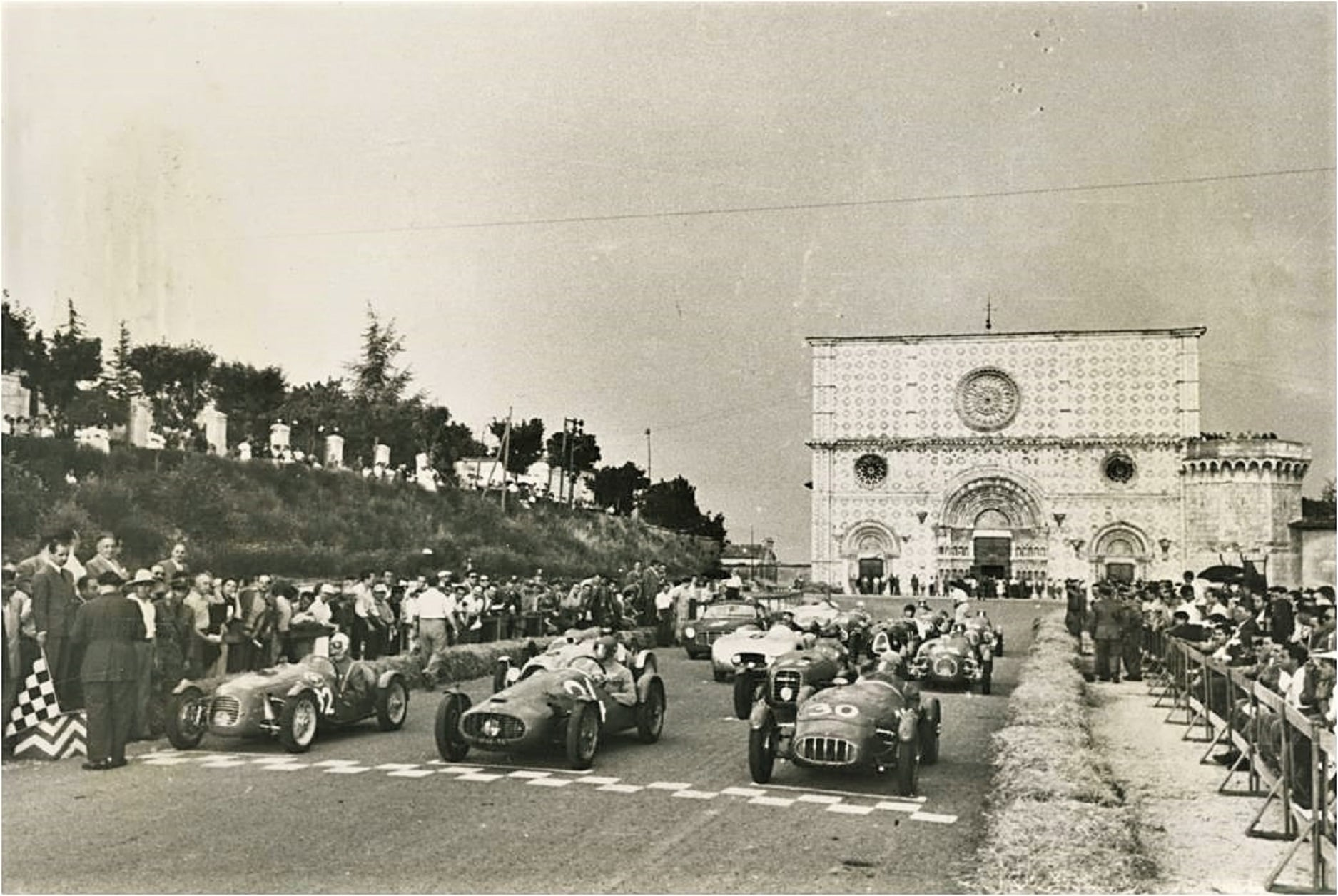
Una partenza del Gran Premio Pietro Cidonio negli anni Cinquanta.

Il circuito di Collemaggio venne sviluppato negli anni Dieci del XX secolo sotto l'egida di Emilio Pensuti, amico di Gabriele D'Annunzio e insegnante di Francesco Baracca. Negli anni seguenti, tuttavia, la sezione aquilana del Real Automobil Club d’Italia gli preferì il circuito periferico di Preturo oppure il più lungo tracciato della Coppa Gran Sasso, nata nel 1926 in contrapposizione alla Coppa Acerbo di Pescara.
Collemaggio venne riscoperto poi nel secondo dopoguerra e, grazie all'interessamento del sottosegretario Lorenzo Natali, utilizzato stabilmente a partire dal 1950 anche per le gare di Formula Junior. Vi corsero numerosi piloti poi approdati alla Formula 1, quali Luigi Musso, Jochen Rindt, Jo Siffert e Berardo Taraschi. La realizzazione del manifesto della corsa, utilizzato, con alcune modifiche, in tutte le edizioni del Gran Premio, fu affidata al pittore romano Carlo Ludovico Bompiani.
A partire dalla metà degli anni Sessanta, in seguito ai numerosi incidenti accorsi, i circuiti cittadini vennero aboliti; dal 2004, tuttavia, è stato utilizzato saltuariamente per rievocazioni storiche connesse alle celebrazioni della Perdonanza Celestiniana, che si svolge proprio nella basilica di Santa Maria di Collemaggio in agosto.

## Caratteristiche
Il circuito si snoda all'Aquila tra la parte meridionale del centro storico e la basilica di Santa Maria di Collemaggio, sul colle attiguo a quello della città. La partenza è situata proprio sul sagrato della basilica ed il percorso si sviluppa in senso antiorario per una lunghezza complessiva di 3 600 metri ed un dislivello di oltre 80.
Dal piazzale di Collemaggio, ad un'altitudine di circa 685 metri s.l.m., si percorre tutto il viale di Collemaggio costeggiando i giardini della Villa comunale; si svolta a sinistra e si percorre in discesa viale Francesco Crispi, attraversando Porta Napoli ed uscendo così dalla città. Si scende rapidamente e si percorre a gran velocità la curva Taraschi, seguita da una piccola variante. Scesi a valle, il circuito ricalca per un breve tratto quello della strada statale 17; alla quota di circa 600 metri s.l.m. si sterza a sinistra alla famosa curva Baccante, dove è ancora posto un ceppo rievocativo del circuito e si percorre in salita via Girolamo da Vicenza che fiancheggia l'orto botanico dell'Università dell'Aquila. Girando sempre a sinistra alla curva Falli si sale sul Collemaggio e, dopo una variante, si arriva alla basilica che si costeggia lungo la facciata laterale prima di immettersi nel piazzale di partenza.

## Albo d'oro

### Formula Junior
- 9 luglio 1961:[4] Henri Grandsire (Lotus-Ford Cosworth)
- 14 luglio 1963:[5] Kurt Ahrens (Cooper-Ford T67)